# Kapnometrie

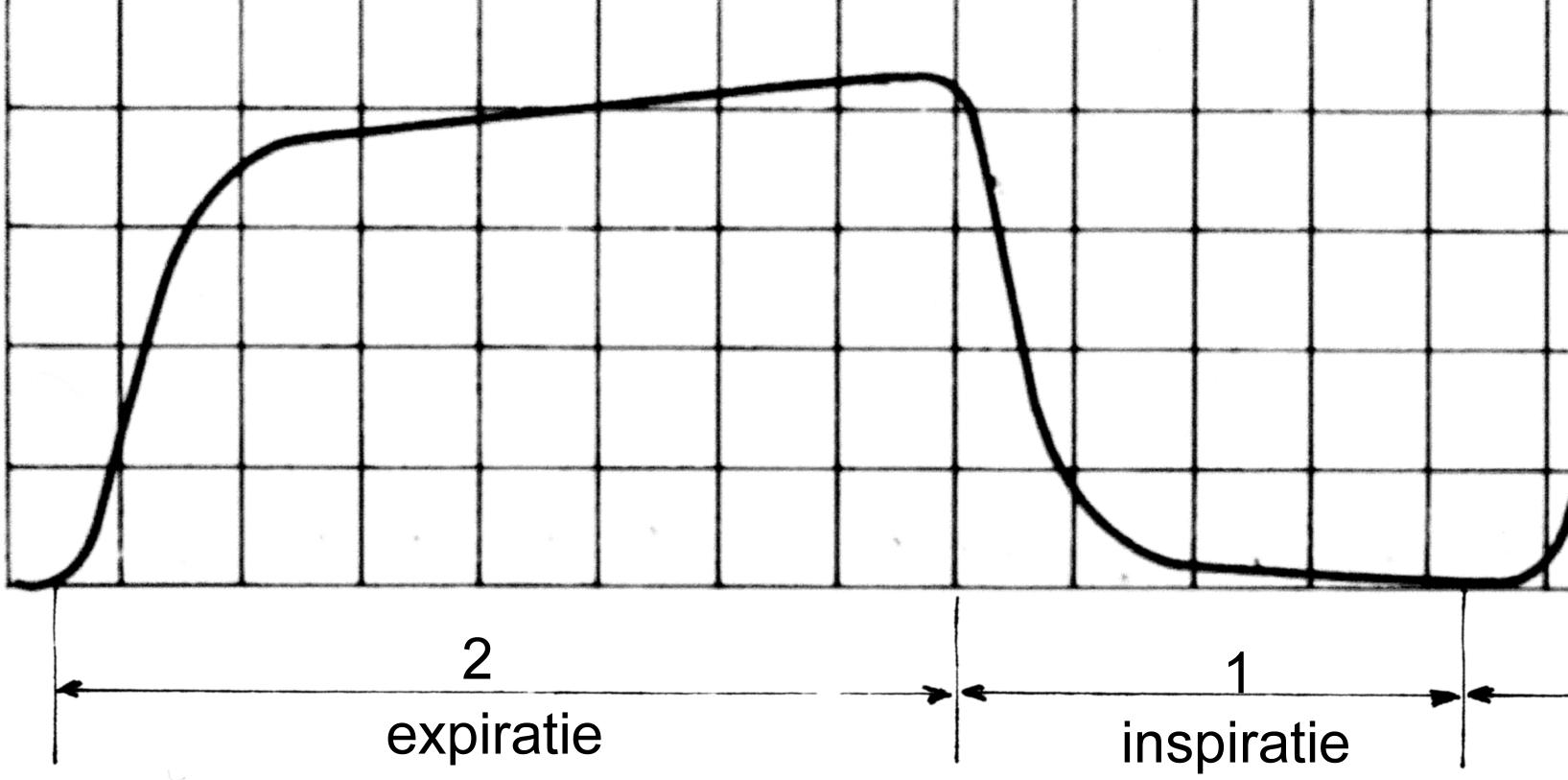
Kapnographiekurve (Kapnogramm)

Kapnometrie (von griechisch καπνός kapnos „Rauch“, und μέτρον metron „Maß“) ist ein medizinisches Verfahren, um den Gehalt an Kohlenstoffdioxid (CO2) in der Ausatemluft eines Patienten zu messen und zu überwachen. Geräte, die nur die reinen Zahlenwerte liefern, heißen Kapnometer. Kapnographen stellen auch die zugehörige Kurve dar. Die Einführung der Kapnometrie hat zusammen mit der Pulsoxymetrie (Messung der Sauerstoffsättigung im Blut) zu einer deutlichen Reduktion von Komplikationen bei beatmeten Patienten geführt.

## Einsatzgebiete

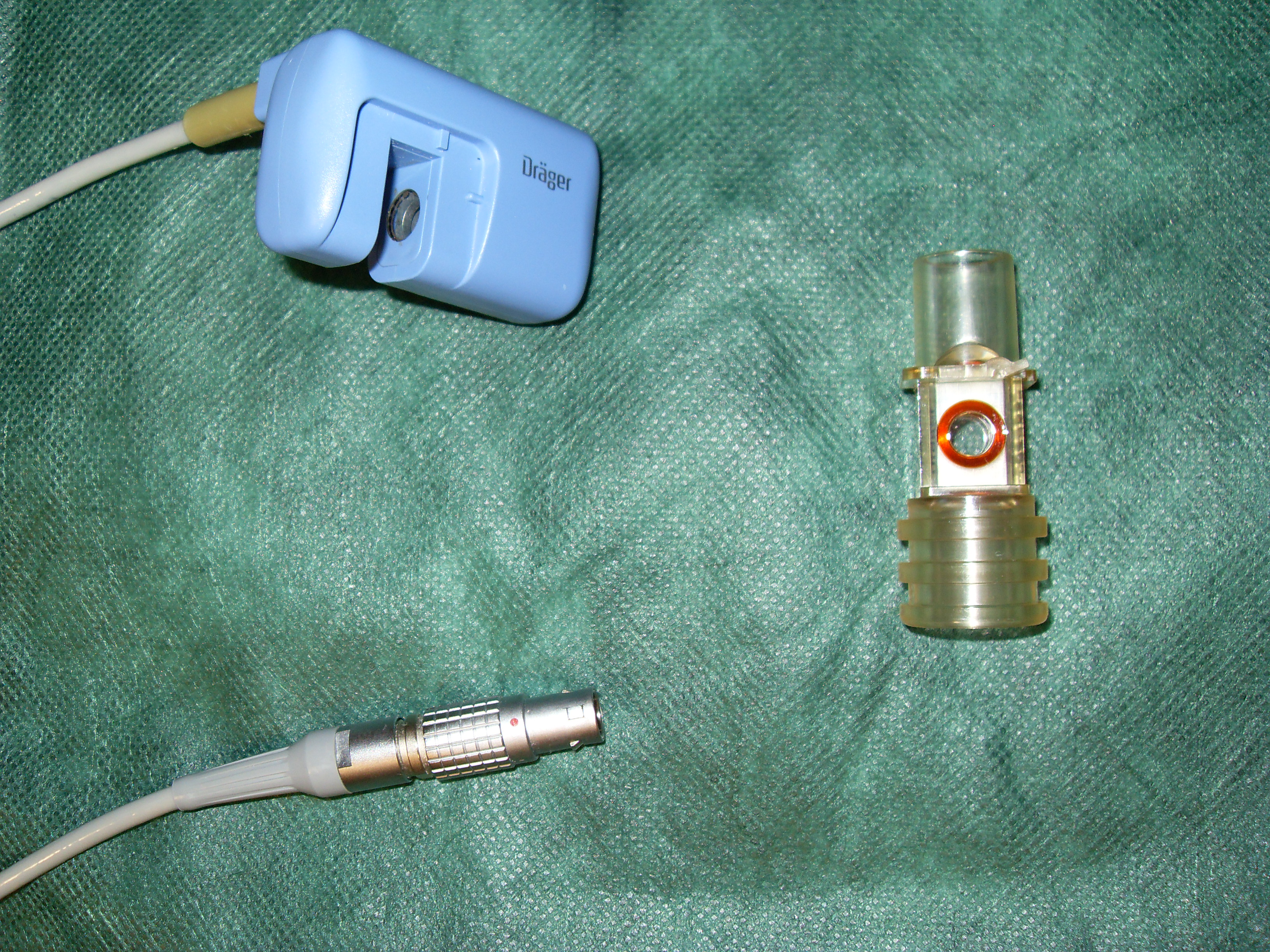
Hauptstrommessung: Messküvette und Messfühler zur Kapnometrie, getrennt

Kapnometer oder Kapnographen sind fester Bestandteil der medizinischen Überwachung (Monitoring), vor allem von Narkosegeräten in der Anästhesie, dort messen sie den Kohlenstoffdioxidgehalt der Ausatemluft. Narkosegeräte sind als Narkosekreisteile konstruiert, bei denen die Beatmungsluft nach dem Verlassen des Patienten durch einen Kohlenstoffdioxidabsorber geleitet und nur tatsächlich verbrauchte Gase wieder zugesetzt werden. Dieses Gasrecycling reduziert den Verbrauch von Narkosegasen beträchtlich, was ein Beitrag zum Umweltschutz ist und zudem Kosten spart. Die Überwachung des Kohlenstoffdioxids in der Luft bei der Einatmung ist hierbei jedoch wichtig. Daneben werden in Narkosegeräten auch die Konzentrationen anderer Gase wie Sauerstoff, Lachgas und der gasförmigen Narkosemittel überwacht.
Kapnometer verwendet man auch bei der Überwachung von beatmeten Patienten auf Intensivstationen und im Rettungsdienst. Hier ist die Vorhaltung eines Messgerätes für das endtidale Kohlenstoffdioxid (etCO2) auf allen Rettungsfahrzeugen vorgeschrieben (DIN EN 1789:2007). Häufig sind die Geräte im Beatmungsgerät, medizinischen Monitor oder Defibrillator fest eingebaut, allerdings gibt es auch kleinere, tragbare Geräte speziell für die Überwachung auf Transporten. Bei Intensivtransporten und im Rettungsdienst wird die Kapnometrie bei beatmeten Patienten als Standard betrachtet.
Moderne ultraschall-basierte Spirometer sind ebenfalls in der Lage, den Verlauf des CO2 zu bestimmen. Die charakteristische Form der exspiratorischen CO2-Konzentration erlaubt Rückschlüsse auf die Lungenstruktur und Verteilungsstörungen. Zum Beispiel können hiermit frühzeitig Lungenemphyseme entdeckt werden.
Auch in der Langzeitanwendung von Sauerstoff in der Therapie als auch in der Schlafmedizin hat die Kapnometrie ihre Bedeutung.

## Messverfahren

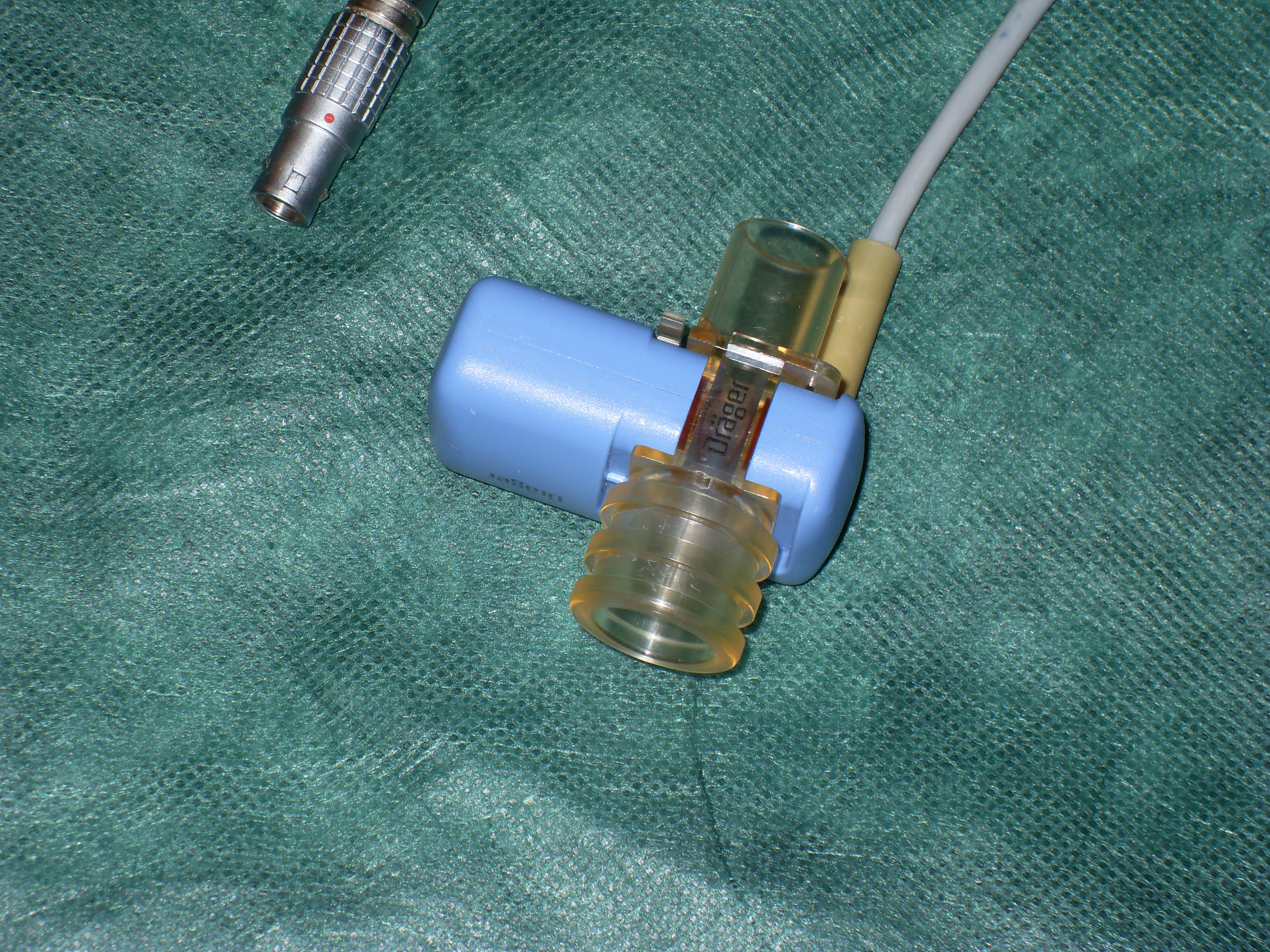
Hauptstrommessung: Messküvette und Messfühler, zusammengesteckt

Je nach Messtechnik unterscheidet man das Hauptstrom- vom Nebenstrom- bzw. auch Seitenstromverfahren. Die Messung beruht bei den meisten Geräten auf dem Prinzip der Infrarotspektroskopie, das 1943 von Luft beschrieben wurde.
- Beim Hauptstromverfahren ist in das Schlauchsystem eine Messküvette eingebracht, durch die die Infrarot-Lichtabsorption kontinuierlich festgestellt wird. Vorteile sind, dass die gesamte Luftmenge ausgemessen wird und dass keine Volumenverluste auftreten. Systembedingter Nachteil ist die Messküvette mit dem Detektor, der das Gewicht des Schlauchsystems nahe am Endotrachealtubus erhöht und so eine erhöhte Extubationsgefahr darstellt. Außerdem muss die Messküvette geheizt werden, damit kein Kondenswasser die Messung stört. Um diese Störung zu vermeiden, kann die Messküvette zwischen HME-Filter und Beatmungsgerät angebracht werden, so dass sie trocken bleibt.

- Beim Nebenstromverfahren wird eine geringe Menge Luft ständig abgesaugt und über einen dünnen Schlauch zum Detektor geleitet, wo dann die Messung erfolgt. Der Vorteil ist, dass dadurch das Gewicht nahe dem Patienten gering bleibt. Nachteile sind, dass die Messung verzögert erfolgt (bis die Luft zur Auswerteeinheit gesaugt wird) und Messungen des Atemvolumens verfälscht werden, sofern die Luft nicht anschließend dem System wieder zugeführt wird.

## Aussagen des Messwertes

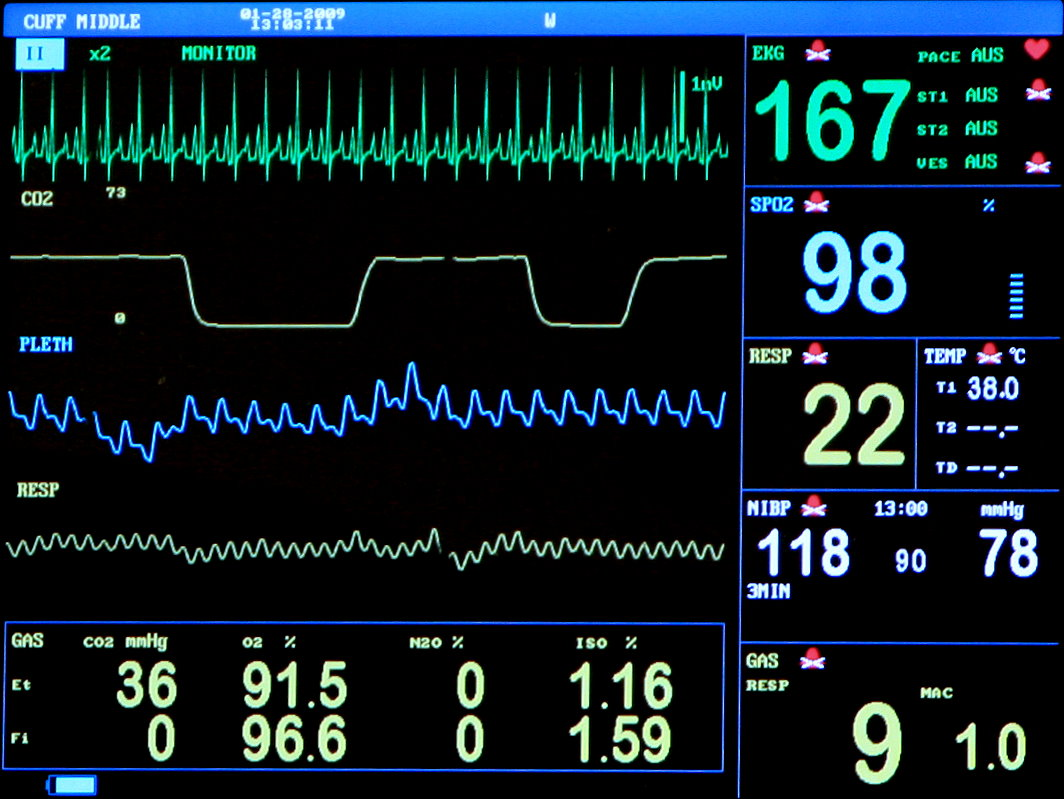
Kapnographische Darstellung auf einem Narkosemonitor

Gemessen wird bei der Kapnometrie der prozentuale Anteil oder der Partialdruck des Kohlendioxids. Der Normbereich für den endexspiratorischen Kohlenstoffdioxidpartialdruck liegt bei 33 bis 43 mmHg bzw., wenn der Messwert als Konzentration des endexspiratischen Kohlenstoffdioxids angegeben wird, bei 4,3 bis 5,7 Vol.-%. Die Umrechnung zwischen beiden Einheiten hängt vom Umgebungsluftdruck ab, den das Gerät daher ebenfalls misst. Die Anpassung bei Patiententransporten etwa in Rettungshubschraubern oder Ambulanzflugzeugen geschieht dann automatisch. Als Faustformel gilt, dass die Angabe in mmHg etwa das siebenfache der Angabe in Vol-% beträgt. Maßgeblich ist der Kohlenstoffdioxidanteil am Ende der Ausatmung, wenn das Atemgas nicht mehr mit CO2-freiem Totraumvolumen durchmischt ist (endtidales CO2 bzw. etCO2). Dieser Messwert entspricht beim Lungengesunden annähernd, mit einer geringen Differenz von etwa 3–5 mmHg, dem arteriellen Kohlenstoffdioxidpartialdruck (paCO2), wie er in einer Blutgasanalyse bestimmt wird. Diese Differenz erklärt sich aus einer Beimischung von venösem in das arterialisierte Blut. Sie steigt an, wenn die Abatmung von Kohlenstoffdioxid durch eine Erkrankung der Lunge erschwert wird oder es zu einer Minderdurchblutung der Lunge kommt, wie dies etwa bei einer Lungenembolie der Fall ist. Anhand der Kohlenstoffdioxidkonzentration der Ausatemluft lässt sich, da bei konstanter Kohlendioxidproduktion Kohlendioxidpartialdruck bzw. -konzentration (in arteriellem Blut und in der Ausatemluft) umgekehrt proportional der alveolären Ventilation ist, die Beatmung daher relativ gut an den Patienten anpassen. Zusätzlich sollten Blutgasanalysen durchgeführt werden, da sie neben dem Kohlenstoffdioxidpartialdruck auch den Sauerstoffpartialdruck, den pH-Wert des Blutes und andere Stoffwechselparameter bestimmen.
Auch ist frühzeitig zu erkennen, ob ein Endotrachealtubus bzw. eine Trachealkanüle richtig liegt, verlegt oder diskonnektiert ist, ob Leckagen im Schlauchsystem vorliegen und ob das Atemminutenvolumen dem Bedarf des Patienten entspricht. Auch die Stoffwechsellage des Patienten kann beurteilt werden. Der letzte Punkt ermöglicht frühzeitiges Eingreifen bei bestimmten Komplikationen wie einer malignen Hyperthermie oder gibt einen Anhaltswert für die Effektivität einer Reanimation. Auch die Körpertemperatur oder die Narkosetiefe haben einen Einfluss auf den gemessenen Wert. Bei beatmeten Patienten mit erhöhtem Hirndruck ist die Kapnometrie eine sinnvolle Ergänzung zum Monitoring, da die Gehirndurchblutung und damit der Hirndruck mit dem paCO2 korrelieren. Die Durchführung einer moderaten Hyperventilationsbehandlung wird damit erleichtert.